# Malcolm Burn
Malcolm Burn (4 octobre 1960) est un producteur, ingénieur du son et musicien canadien ayant travaillé entre autres avec Daniel Lanois, Bob Dylan, Iggy Pop et Chris Whitley.

## Récompenses
- 2001 : Gagnant - Grammy Award du meilleur album de Folk Contemporain, avec Jim Watts et Emmylou Harris pour Red Dirt Girl
- 2004 : Nommé - Juno Award pour « Producteur de l'année » pour Here I Am / I Will Dream de Emmylou Harris

## Discographie

### Solo
- 1983 - Boys Brigade (Anthem/Capitol Records) - album produit par Geddy Lee de Rush (groupe)
- 1988 - Redemption

### Producteur - Musicien
- 1988 - Daniel Lanois - Acadie (enregistrement, coécriture, mixage)
- 1988 - Crash Vegas - Red Earth (production, enregistrement et mixage)
- 1988 - Blue Rodeo - Diamond Mine (coproduction et mixage)
- 1989 - Bob Dylan - Oh Mercy (prise de son, musicien, mixage)
- 1989 - The Neville Brothers - Yellow Moon (enregistrement, musicien, mixage)
- 1990 - Chris Whitley - Living with the Law (production, musicien, mixage)
- 1991 - The Neville Brothers - Brothers Keeper (production, musicien, mixage)
- 1992 - Daniel Lanois - For the Beauty of Wynona (prise de son, musicien, mixage)
- 1992 - The Devlins - Drift (production, musicien)
- 1992 - Lisa Germano - Happiness (production, musicien)
- 1993 - Iggy Pop - American Caesar (production, musicien)
- 1993 - John Mellencamp - Human Wheels (coproduction)
- 1994 - Giant Sand - Glum (production, musicien)
- 1994 - Charlie Sexton Sextet - Under the Wishing Tree (production, musicien, mixage)
- 1994 - Junkhouse - Strays (Junkhouse album) (coproduction, musicien)
- 1996 - Midnight Oil - Breathe (coproduction, musicien)
- 1998 - Astrid - Boy For You(Nude Records) (coproduction, musicien)
- 1998 - Better Than Ezra - How Does Your Garden Grow? (production, prise de son, mixage)
- 1999 - Emmylou Harris - Red Dirt Girl (production, musicien, prise de son)
- 2005 - Chris Whitley - Soft Dangerous Shores (production, enregistrement, musicien))
- 2010 - Chloé Mons - Walking (production, enregistrement)
- 2013 - De Palmas - De Palmas (production)